# Problema celor trei prizonieri
Sunt trei prizonieri, Archie, Bertha și cu tine, în nefericita situație în care știți că doi dintre voi vor fi executați dimineață.
Noaptea îl întrebi pe gardian dacă îți poate spune numele unuia dintre cei care vor fi executați. 
- "Bine", spune acesta, - "Archie va fi". 
Într-un fel, aceasta este o veste bună: acum sunt fie Archie și Bertha, fie Archie și tu, astfel șansele tale au scăzut de la 2/3 la 1/2. 
Dar, altfel, aceasta nu aduce nimic nou: știai deja că gardianul putea cu adevărat să-ți spună unul dintre cei doi, și aceasta nu afectează șansele tale, indiferent dacă el îl indică pe Archie sau o indică pe Berthe. 
Problema se înrudește într-un fel cu problema lui Monthy Hall: ar fi cu adevărat bine să schimbi locul cu Bertha după acest eveniment, sugerând că șansele tale, din nefericire, au rămas tot 2/3.